# Ermita de Santa María de la Blanca (Rubalcaba)
La ermita de Santa María de la Blanca es un templo situado en Rubalcaba (España), que empezó a construirse, probablemente, en 1690. Está realizada mayoritariamente en mampostería, si bien su fachada y las pilastras, entablamentos y arcos interiores son de sillería. La capilla de la epístola se edificó en 1706, y la fachada en 1739.

## Arquitectura
En la primera construcción se advierte la alternancia entre cubiertas góticas y clasicistas. De este momento es la capilla del Evangelio, cubierta al igual que el crucero con bóvedas de crucería típicamente góticas. La nave y la cabecera, empero, comparten una bóveda de cañón con lunetos enyesada. La fachada es barroca; está dividida en dos cuerpos, uno de ellos con volutas jónicas en los extremos y ambos con pináculos, y posee espadaña. Toda la fachada queda rematado por un frontón curvo con peineta central.
Las paredes interiores están pintadas de blanco a excepción de los sillares, y la bóveda muestra una letanía policromática en honor a la Virgen.